# Станислав Димитров (актьор)
Вижте пояснителната страница за други личности с името Станислав Димитров.
Станислав Динков Димитров (роден на 9 февруари 1973 г.) е български актьор, известен с озвучаването на реклами, филми и сериали.

## Биография
През 1997 г. завършва актьорско майсторство за драматичен театър в НАТФИЗ „Кръстьо Сарафов“ в първия клас на професор Пламен Марков.

## Актьорска кариера
Играл е в Търновския, Врачанския, Музикалния и Сатиричния театър.
През 2019 г. е водещ на предаването „Да Знаеш Как“, който е излъчен по bTV Action.

## Кариера на озвучаващ актьор
Димитров се занимава с озвучаване от 1996 г.
Първият му сериал е „Огледалце, огледалце“ за БНТ, а първият му филм е „Новият Дон Жуан“.
По-известни заглавия с негово участие са „Шотландски боец“, „Наричана още“, „Ориндж Каунти“, „Бойна звезда: Галактика“, „Експериментът“ (в първи сезон), „Тайнствени афери“ (в първи сезон), „SMS“, „Никита: Отмъщението“ и „Ривърдейл“.
Той е гласът на bTV Cinema от стартирането на канала през 2009 г. Димитров активно участва в дублажите на БНТ, Медиа Линк, студио Доли, VMS и Андарта Студио.
През 2020 г. Димитров получава номинация за наградата „Икар“ в категория „най-добър дублаж (актьор)“ за озвучаването на Дон Луис в „Шест сестри“, заедно с Момчил Степанов за Кристоф в „Замръзналото кралство 2“ и Петър Бонев за Олаф в „Замръзналото кралство 2“. На 31 октомври му се връчва наградата на церемонията, която е отложена със 7 месеца заради пандемията от Ковид-19 в България.
| Актьор               | Заглавия | Роли                                                                                            |
| -------------------- | --- | ----------------------------------------------------------------------------------------------- |
| Анди Гарсия          | Бандата на Оушън Бандата на Оушън 2 Бандата на Оушън 3 Въздухът, който дишам | Тери Бенедикт Фингърс                                                                           |
| Бен Афлек            | Природни сили (дублаж на Медиа Линк) Градът Арго Батман срещу Супермен: Зората на справедливостта Отряд самоубийци | Бен Холмс Дъглас „Дъг“ Макрей Тони Мендес Брус Уейн/Батман                                      |
| Бил Дюк              | Разплата Х-Мен: Последният сблъсък | Детектив Хикс Боливар Траск                                                                     |
| Брад Пит             | Седем (дублаж на студио VMS) Шпионски игри (дублаж на студио VMS) Троя Съветникът | Дейвид Милс Том Бишъп Ахил Уестрей                                                              |
| Брайън Тайрий Хенри  | Позвъняване от отвъдното Жокера | Гарет Радклиф Карл                                                                              |
| Брус Уилис           | Looper: Убиец във времето (дублаж на студио VMS) На парчета | Старият Джо Дейвид Дън                                                                          |
| Вал Килмър           | Батман завинаги (дублаж на bTV) В неизвестност Целувки и куршуми Програмиран (дублаж на Медиа Линк) | Брус Уейн/Батман Лейтенант Джим Душарм Пери ван Шрайк Върджил Къркхил                           |
| Виктор Гарбър        | Светкавицата Легендите на утрешния ден | Д-р Мартин Стайн                                                                                |
| Денис Хейсбърт       | Снайперисти (дублаж на студио VMS) Град на греха: Жена, за която да убиваш (дублаж на Медия линк) | Майор Линкълн Манут                                                                             |
| Джей Кей Симънс      | Разобличаване (дублаж на студио VMS) Снежният човек | Уил Поуп Арве Стьоп                                                                             |
| Джеймс Макавой       | Хрониките на Нарния: Лъвът, Вещицата и дрешникът Неуловим | Господин Тумнус Уесли Гибсън                                                                    |
| Джейсън Айзъкс       | Операция Ескобар (дублаж на студио VMS) Шантаво семейство 2 (дублаж на Медиа Линк) | Марк Джаковски Граф Дракула                                                                     |
| Джейсън Стейтъм      | Транспортер 3 (дублаж на студио VMS) Отбранителна линия Бързи и яростни 7 | Франк Мартин Фил Брокър Декард Шоу                                                              |
| Джеси Меткалф        | Джон Тъкър трябва да умре Далас | Джон Тъкър Кристофър Юинг                                                                       |
| Джон Димаджо         | Най-добрият ми приятел е маймуна Смяна | Кевин от Амазония Тренерът Гудчайлд, Бък Спайкс, Бюфърд Джо и други                             |
| Джон Хана            | Плъзгащи се врати Мумията: Гробницата на Императора Дракон (дублаж на Диема Вижън) | Джеймс Хамъртън Джонатан Карнахан                                                               |
| Джоузеф Гордън-Левит | Looper: Убиец във времето (дублаж на студио VMS) Град на греха: Жена, за която да убиваш (дублаж на Медиа Линк) | Джо Джони                                                                                       |
| Джошуа Джаксън       | Бандата на Оушън Експериментът (в първи сезон) | Себе си Питър Бишъп                                                                             |
| Доминик Пърсел       | Светкавицата Легендите на утрешния ден | Мик Рори/Хийт Уейв                                                                              |
| Дон Месик            | Скуби-Ду, къде си? Шоуто на Скуби-Ду (дублаж на Медиа Линк) | Скуби-Ду                                                                                        |
| Дон Чийдъл           | Бандата на Оушън Бандата на Оушън 2 Бандата на Оушън 3 | Башър Тар                                                                                       |
| Дуейн Джонсън        | Умирай умно Бързи и яростни: Хобс и Шоу | Агент 23 Люк Хобс                                                                               |
| Ерик Стюарт          | Покемон: Първият филм Покемон: Филмът 2000 (дублаж на Александра Аудио) Покемон 3: Филмът (дублаж на Александра Аудио) | Джеймс                                                                                          |
| Жан-Клод Ван Дам     | Трудна мишена Лас Вегас (дублаж на студио VMS) До смъртта | Шанс Бодро Себе си Детектив Антъни Стоу                                                         |
| Итън Хоук            | Белият зъб (дублаж на bTV) Гатака Наричана още (дублаж на студио Доли) | Джак Конрой Винсънт Фрийман Агент Джеймс Ленъкс                                                 |
| Кари-Хироюки Тагава  | Мост на дракони (дублаж на студио Доли) Кубо и пътят на самурая | Генерал Ручанг Хаши                                                                             |
| Кевин Харт           | Запознай се с малките Като стана дума за снощи | Луис Бърни                                                                                      |
| Киану Рийвс          | Матрицата (дублаж на студио VMS) Матрицата: Презареждане (дублаж на студио VMS) Матрицата: Революции (дублаж на студио VMS) 47 ронини Разобличен Киану Джон Уик 2 (дублаж на студио VMS) Матрицата: Възкресения Соник: Филмът 3                                                                     | Томас Андерсън/Нео Кай Детектив Скот Галбан Киану Джон Уик Томас Андерсън/Нео Шадоу             |
| Клайв Оуен           | Човек отвътре (дублаж на Медиа Линк) Двуличие (дублаж на Диема Вижън) | Долтън Ръсел Рей Ковал                                                                          |
| Кланси Браун         | Изкуплението Шоушенк Аве, Цезаре! (дублаж на студио VMS) Явлението | Байрън Хадли Грачъс Ед Сойър                                                                    |
| Крис Кармак          | Ориндж Каунти Опасно синьо 2: Рифът (дублаж на TV7) | Люк Уорд Себастиан Уайт                                                                         |
| Куентин Тарантино    | От здрач до зори Наричана още (в първи сезон, дублаж на студио Доли) | Ричард Геко Маккенас Коул                                                                       |
| Леонардо ди Каприо   | Хвани ме, ако можеш (дублаж на Медиа Линк) Генезис Великият Гетсби Преди потопа | Франк Абигнейл младши Доминик Коб Джей Гетсби Себе си                                           |
| Майкъл Вартан        | Наричана още (сезони 3 – 5, дублаж на студио Доли) Свекървище | Майкъл Вон Д-р Кевин Фийлдс                                                                     |
| Майкъл Кийтън        | Батман се завръща (дублаж на bTV) Миньоните (дублаж на Медиа Линк) | Брус Уейн/Батман Уолтър Нелсън                                                                  |
| Майкъл Хол           | Два метра под земята ООД Декстър (в три епизода от втори сезон) | Дейвид Фишър Декстър Морган                                                                     |
| Марк Моузес          | Агент XXL 2 (дублаж на bTV) Последният кораб | Том Фулър Президент Джефри Мичънър                                                              |
| Марк Пелегрино       | Измама Разобличаване (в един епизод, преди това Любомир Младенов) Досиетата Грим | Джими Шмид Гавин Бейкър Джарълд Кемфър                                                          |
| Мат Деймън           | Кураж под огъня Тези прекрасни коне (дублаж на студио Доли) Самоличността на Борн (дублаж на студио VMS) Превъзходството на Борн (дублаж на студио VMS) Ултиматумът на Борн (дублаж на студио VMS) Джейсън Борн Сириана Заразяване Обетована земя Марсианецът Великата стена (дублаж на студио VMS) | Иларио Джон Грейди Коул Джейсън Борн Брайън Удман Мич Емхоф Стийв Бътлър Марк Уотни Уилям Гарин |
| Матю Дейвис          | Професия блондинка (дублаж на TV7) Животът на Брайън | Уорнър Хънтингтън III Адам Хилман                                                               |
| Мел Гибсън           | Смъртоносно оръжие (дублаж на bTV) Смъртоносно оръжие 2 (дублаж на bTV) Смъртоносно оръжие 3 (дублаж на bTV) Смъртоносно оръжие 4 Птица върху жица (дублаж на Медиа Линк) Еър Америка (дублаж на bTV) Теория на конспирацията Как прекарах лятната ваканция                                         | Мартин Ригс Рик Джармин Джийн Райък Джери Флечър Шофьорът                                       |
| Никълъс Кейдж        | Да отгледаш Аризона Манди | Хърбърт „Хай“ Макдъна Ред Милър                                                                 |
| Оуен Уилсън          | Фантастичният господин Фокс Запознай се с малките | Треньорът Скип Кевин Роули                                                                      |
| Питър Галахър        | Секс, лъжи и видео Ориндж Каунти | Джон Мълани Санди Коен                                                                          |
| Пол Уокър            | Опасно синьо (дублаж на TV7) Бързи и яростни 5: Удар в Рио (дублаж на Медиа Линк) Бързи и яростни 7 | Джаред Коул Брайън О'Конър                                                                      |
| Райън Рейнолдс       | Определено, може би (дублаж на студио Про Филмс) Без/смъртен (дублаж на Медиа Линк) | Уилям Матю „Уил“ Хейс Деймиън Хейл/Марк Битуел                                                  |
| Рей Лиота            | Последният кадър Град на греха: Жена, за която да убиваш | Джак Дивайн Джоуи                                                                               |
| Самюъл Джаксън       | Добри момчета (дублаж на студио VNS) Легендата за Тарзан Стая за убиване | Парнел Стивън „Стакс“ Едуардс Джордж Вашингтон Уилямс Гордън                                    |
| Силвестър Сталоун    | Лас Вегас (дублаж на студио VMS) Рамбо (дублаж на студио VMS) |                                                                                                 |
| Скот Бакула          | Къщата на моя живот Мъже на средна възраст | Кърт Уокър Тери Елиът                                                                           |
| Стейси Кийч          | Наследството на Борн Град на греха: Жена, за която да убиваш (дублаж на Медиа Линк) | Марк Търсо Аларич Уолънкуист                                                                    |
| Терънс Стамп         | Уолстрийт Умирай умно | Сър Лари Уайлдман Зигфрид                                                                       |
| Том Круз             | Далече, далече (дублаж на БНТ и студио VMS) На ръба на утрешния ден (дублаж на Медиа Линк) | Джоузеф Донъли Майор Уилям Кейдж                                                                |
| Уди Харелсън         | Зрителна измама 2 (дублаж на студио VMS) Три билборда извън града | Мерит Маккини и Чейс Маккини Шериф Уилъби                                                       |
| Уилям Атертън        | Умирай трудно Умирай трудно 2 | Ричард Торнбърг                                                                                 |
| Франк Уелкър         | Скуби-Ду, къде си? Шоуто на Скуби-Ду (дублаж на Медиа Линк) | Фред Джоунс                                                                                     |
| Хю Джакман           | Ван Хелсинг (дублаж на Диема Вижън) Престиж Х-Мен: Последният сблъсък | Гейбриъл Ван Хелсинг Робърт Анжие Лоуган/Върколака                                              |
| Шон Уолън            | Батман се завръща (дублаж на bTV) Туистър | Вестникар Алън Сандърс                                                                          |

## Личен живот
Димитров е вегетарианец. Сключва брак с приятелката си, която е тонрежисьор, през 2012 г.